# Carrozzeria Carlo Castagna
Die Carrozzeria Carlo Castagna war ein italienisches Karosseriebauunternehmen aus Mailand, das unter dem verkürzten Markennamen Carrozzeria Castagna in der ersten Hälfte des 20. Jahrhunderts Aufbauten für Oberklasseautomobile entwarf und baute. Castagna gehörte vor dem Zweiten Weltkrieg zu den renommiertesten italienischen Karosserieherstellern. Das 1994 gegründete Unternehmen Castagna Milano nutzt den traditionsreichen Namen, hat zur Carrozzeria Carlo Castagna aber keine Beziehung.

## Unternehmensgeschichte

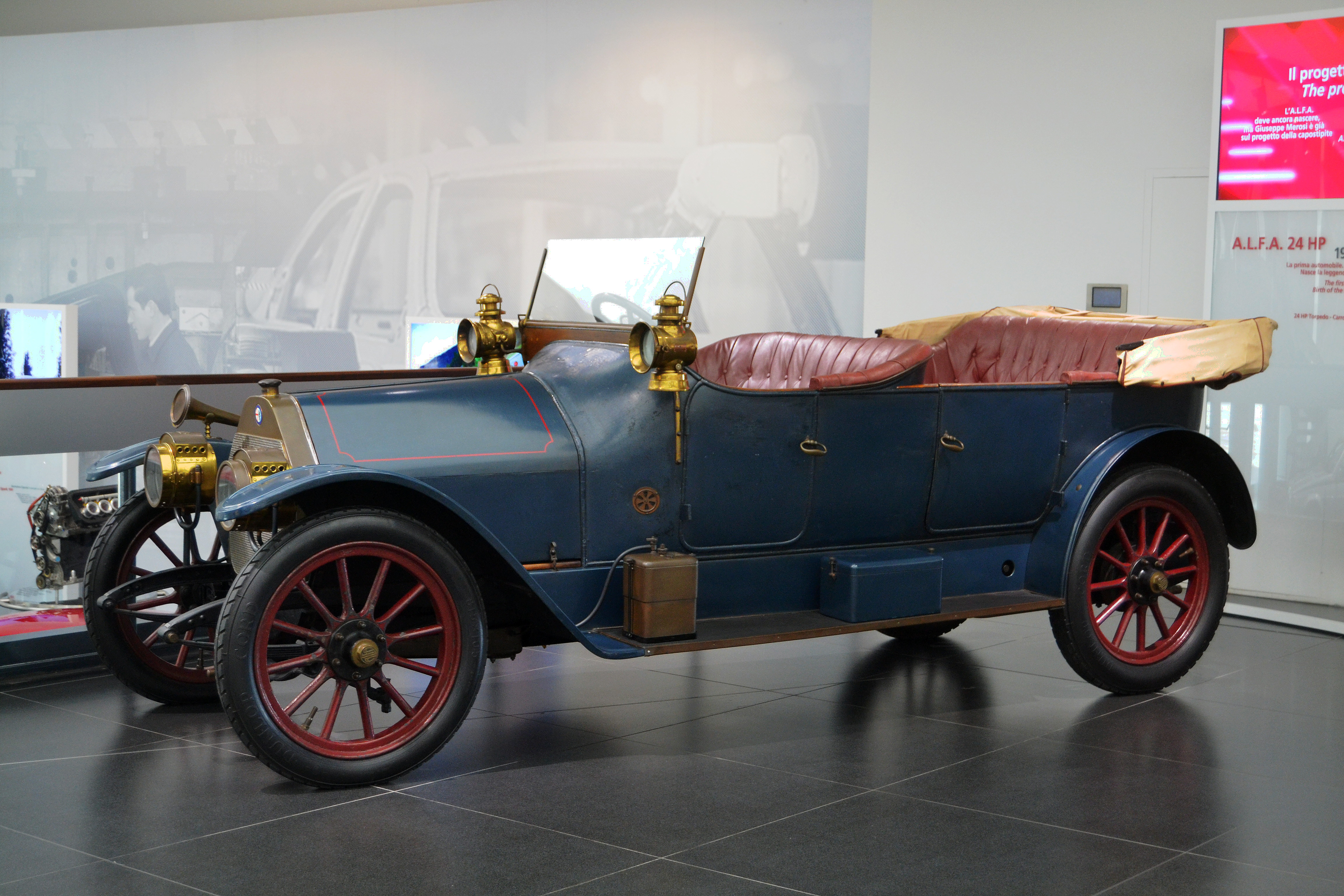
A.L.F.A. 24 HP mit Castagna-Aufbau (1910)

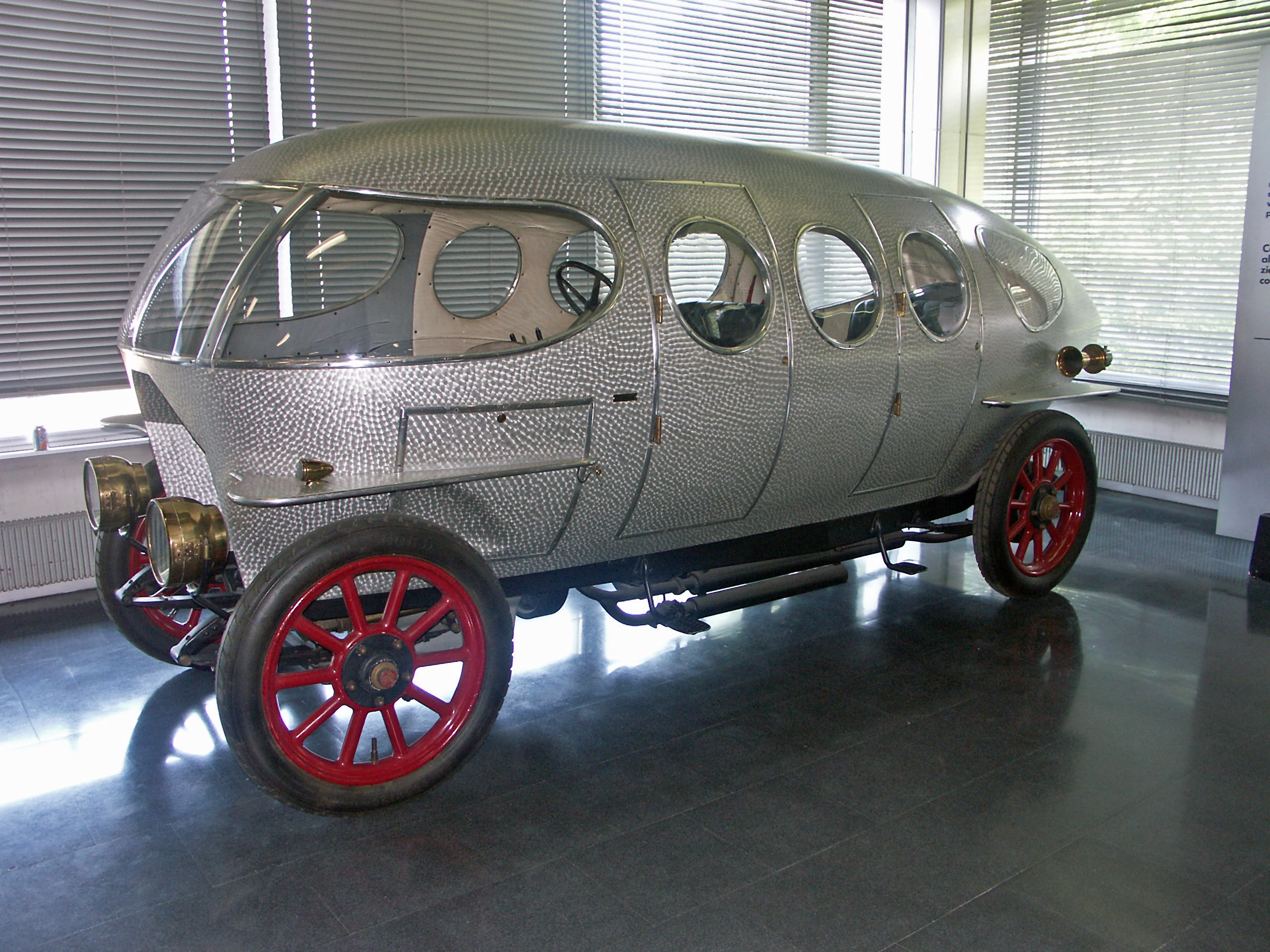
A.L.F.A. 40-60 HP Aerodinamica (1914; Nachbau)

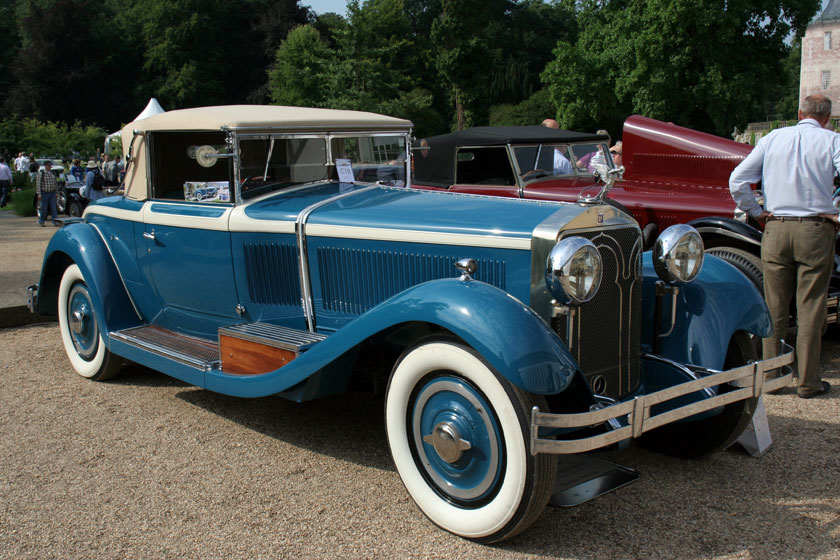
Isotta Fraschini 8A „Commodore“ (1929)

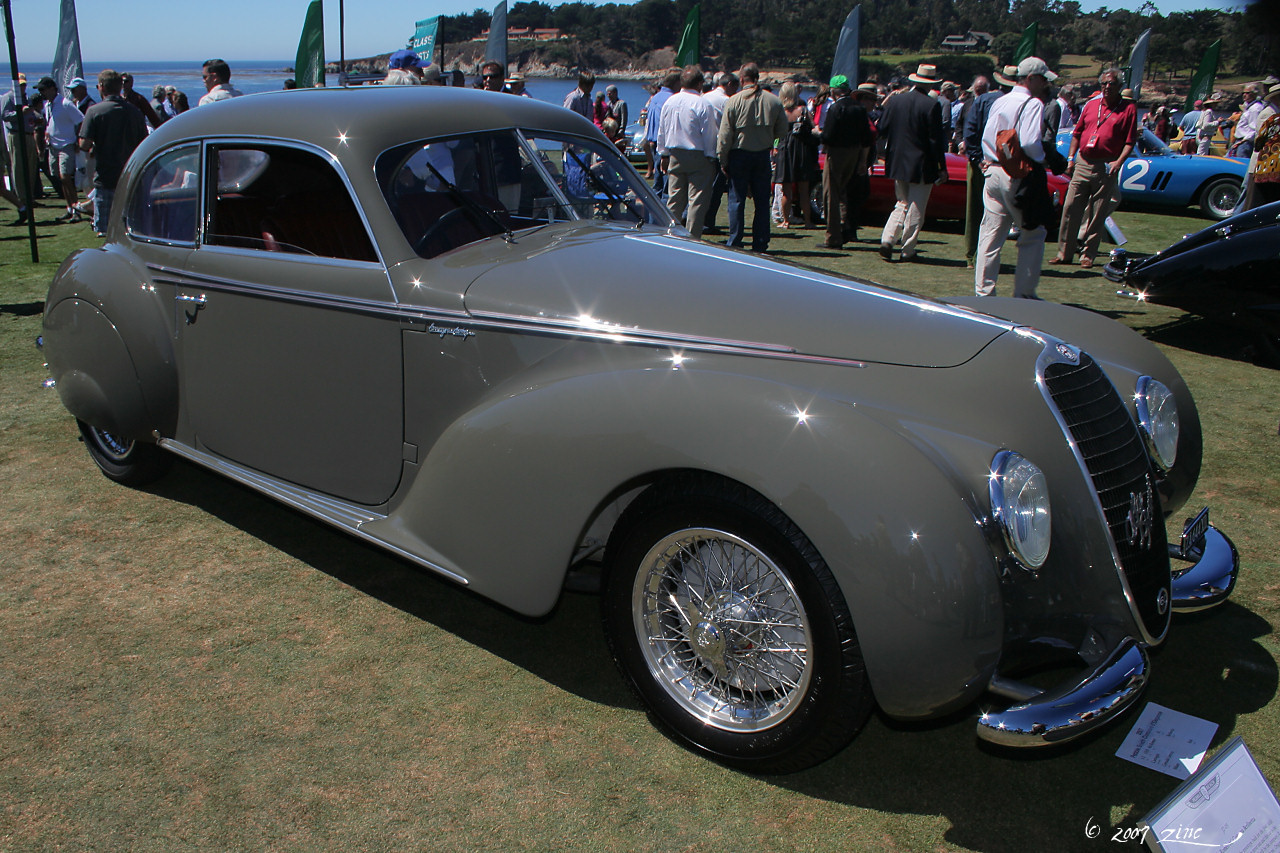
Alfa Romeo 6C Berlinetta (1939)

Zu den Ursprüngen des Unternehmens gibt es in den Quellen sehr unterschiedliche Angaben. Einige Internetquellen gehen davon aus, dass es 1849 von Carlo Castagna gegründet worden sei. Nach einer anderen Darstellung geht das Unternehmen auf den 1835 gegründeten Mailänder Kutschenhersteller Paolo Mainetti zurück. Dessen Inhaber habe den damals neunjährigen Carlo Castagna 1849 oder 1864 als Lehrling in seinen Betrieb aufgenommen. Im Laufe der Jahre rückte Castagna nach dieser Quelle in leitende Positionen auf. In den 1890er-Jahren wurde er Direktor des Unternehmens und Teilhaber. Unter seiner Leitung kaufte Mainetti nach und nach die örtlichen Konkurrenzbetriebe Albini, Enrico Orsaniga und Eugenio Ferrari auf und verschmolz sie zu Ferrari, Mainetti & Orsaniga. 1894 übernahm Carlo Castagna die Anteilsmehrheit an diesem Unternehmen. Nach einer Umstrukturierung und der Beteiligung neuer Investoren aus der Mailänder Aristokratie erhielt der Betrieb 1901 die Bezeichnung Fabbriche Riunite die Carrozze già Mainetti, Ferrari ed Orsaniga di C. Castagna, die 1906 zu Carrozzeria Carlo Castagna verkürzt wurde.
1905 verlegte Castagna die Aktivitäten des Unternehmens auf den Bau von Automobilkarosserien. Nach dem Tod Carlo Castagnas 1914 übernahm sein 1885 geborener Sohn Ercole zunächst allein die Unternehmensführung; 1919 trat auch Carlo Castagnas jüngerer Sohn Emilio in den Betrieb ein. Emilio Castagna war in den 1920er-Jahren für die Gestaltung zahlreicher Aufbauten verantwortlich. Zu Beginn der 1920er-Jahre erreichte das Fabrikgelände eine Größe von 32.000 m². Castagna hatte 400 Angestellte und produzierte etwa 100 Karosserien pro Jahr. Nachdem das Unternehmen in den 1930er-Jahren zum größten italienischen Karosseriehersteller geworden war, kam die Produktion ziviler Automobile zu Beginn des Zweiten Weltkriegs zum Erliegen. 1942 wurden die Werksanlagen in Mailand bei einem Bombardement komplett zerstört. Emilio Castagna, der das Familienunternehmen bereits 1940 verlassen hatte, gründete in Mailand mit der Carrozzeria Emilio Castagna einen eigenständigen Betrieb, der bis 1960 existierte und vor allem Kleinserien auf Fiat-Basis produzierte.
Ercole Castagna bezog nach Kriegsende mit dem Stammunternehmen neue Werksanlagen in der lombardischen Gemeinde Venegono Superiore. Der Versuch, an die Erfolge der Vorkriegszeit anzuknüpfen, misslang. Castagna gestaltete und baute noch einige Sonderkarosserien für Chassis von Alfa Romeo und Lancia, fand aber angesichts der wirtschaftlichen Schwierigkeiten Italiens in der frühen Nachkriegszeit nicht genügend Kunden, um das Unternehmen dauerhaft fortzuführen. 1954 stellte die Carrozzeria Carlo Castagna den Betrieb ein.

## Karosserien von Castagna
Castagna begann 1905 mit der Fertigung von Automobilaufbauten. Anknüpfend an den Kundenkreis von Ferrari, Mainetti & Orsaniga, waren auch die Automobilkarosserien für wohlhabende Klientel bestimmt. Castagna produzierte von Beginn an für den italienischen Adel; später entstanden auch Fahrzeuge für Päpste. Das erste von Castagna eingekleidete Auto war ein Fiat 24 HP für die Prinzessin von Savoyen. Weitere Fahrgestelle kamen in der Frühphase von Mercedes-Benz, OTAV und Rochet-Schneider. Zu den Aufsehen erregenden Kreationen aus der Vorkriegszeit gehörte eine tropfenförmige Limousine namens Aerodinamica, die 1914 im Auftrag des Mailänder Industriellen Marco Ricotti auf der Basis des A.L.F.A. 40-60 HP entstand. Während des Ersten Weltkriegs kam die Fertigung von Aufbauten für Privatkunden zum Erliegen; Castagna baute in den Kriegsjahren Krankenwagen und Anhänger.
Nach Kriegsende wandte sich Castagna wieder Oberklasseautomobilen zu. Das Unternehmen entwarf und baute Unikate und Kleinserien für Fahrgestelle von Alfa Romeo, Fiat, Isotta Fraschini und Lancia, seltener auch von Mercedes-Benz und Duesenberg. Für seine Aufbauten nutzte es auch innovative Techniken wie Karosserien aus Aluminiumblechen. Ab 1929 entstanden darüber hinaus auch Kombiwagen in dem aus den USA übernommenen Woodie-Stil, den auch das 1994 neu gegründete Unternehmen Castagna Milano wiederholt aufgriff. In der zweiten Hälfte der 1930er-Jahre waren die Entwürfe Emilio Castagnas vielfach vom Trend der Aerodynamik beeinflusst; insbesondere auf Alfa-Romeo-6C-Fahrgestellen entstanden zahlreiche Aufbauten mit fließenden, rundlichen Linien. Eine weitere Besonderheit Castagnas waren sogenannte Vistotal-Karosserien. Diese Aufbauten hatten rahmenlose Windschutzscheiben. Mit den direkt daran anliegenden, ebenfalls tahmenlosen Seitenfenstern ergab sich ein ungestörter Rundumblick, der den Effekt einer Panoramascheibe vorwegnahm. Bei den Vistotal-Karosserien nutzte Castagna ein Patent des französischen Karosserieherstellers Labourdette, das dieser seit 1935 unter dem Namen Vutotal vermarktete.
Während des Zweiten Weltkriegs entstanden bei Castagna Militärfahrzeuge. Nach Kriegsende fertigte das Unternehmen noch einige Unikate und Kleinserien auf Kundenwunsch, seit den späten 1940er-Jahren zunehmend im Pontonstil. Auch Werbefahrzeuge entstanden, darunter ein als Nähmaschine gestalteter Simca.